# Valeria del Campo
Valeria del Campo Gutiérrez (Alajuela, Costa Rica, 15 de febrero de 2000) es una futbolista costarricense que juega como defensa en el C. F. Monterrey de la Primera División de México.

## Trayectoria

### Deportivo Saprissa
Fue campeona con el Deportivo Saprissa en dos ocasiones en la máxima categoría costarricense, obteniendo un título internacional de la Copa Interclubes UNCAF entre los años 2015-2021.

### C. F. Monterrey
El 13 de agosto de 2021, fue fichada al C. F. Monterrey de la Primera División de México.
El 21 de diciembre de 2021, Valeria se enfrentaba en la final en busca del nuevo título contra los Tigres de la UANL, partido que fue alineada como jugadora titular siendo sustituida al minuto 83, el partido finalizó 0-0, mientras en el marcador global era 2-2, por lo que se debía definir en tanda de penaltis, el equipo de Valeria logró vencer a los Tigres en penales con el marcador 1-3. Valeria se convertía en la primera futbolista costarricense en obtener el título de la máxima categoría de México.
El 7 de febrero de 2022, Valeria anotó su primer gol contra Pumas de la UNAM, antes de finalizar el primer tiempo, Valeria cabecea el balón direccionando al marco rival, poniendo el marcador 5-0 a favor de Monterrey, el partido finalizó 5-2.

## Selección nacional
Hizo su debut absoluto con la selección de Costa Rica el 3 de agosto de 2019 contra Argentina en los Juegos Panamericanos de 2019, ingresando al minuto 85 en el empate 0-0.
El 6 de julio de 2023, fue convocada para el plantel de las 23 jugadoras para disputar la Copa Mundial 2023.

#### Participaciones internacionales
| Competición                       | Sede           | Resultado        | Partidos | Goles |
| --------------------------------- | -------------- | ---------------- | -------- | ----- |
| Juegos Panamericanos de 2019      | Perú           | Tercer lugar     | 1        | 0     |
| Campeonato de la Concacaf de 2022 | México         | Cuarto lugar     | 3        | 0     |
| Copa Oro de la Concacaf de 2024   | Estados Unidos | Cuartos de final | 4        | 0     |

#### Participaciones en Copas del Mundo
| Mundial              | Sede                    | Resultado      | Partidos | Goles |
| -------------------- | ----------------------- | -------------- | -------- | ----- |
| Copa Mundial de 2023 | Australia Nueva Zelanda | Fase de grupos | 2        | 0     |

## Clubes
| Club               | País       | Año       |
| ------------------ | ---------- | --------- |
| Deportivo Saprissa | Costa Rica | 2015-2021 |
| C. F. Monterrey    | México     | 2021-2025 |

## Palmarés

### Títulos nacionales
| Título                         | Equipo             | País       | Año  |
| ------------------------------ | ------------------ | ---------- | ---- |
| Primera División de Costa Rica | Deportivo Saprissa | Costa Rica | 2015 |
| Primera División de Costa Rica | Deportivo Saprissa | Costa Rica | 2018 |
| Primera División de México     | C. F. Monterrey    | México     | 2021 |
| Primera División de México     | C. F. Monterrey    | México     | 2024 |

### Títulos internacionales
| Título                       | Equipo             | Sede      | Año  |
| ---------------------------- | ------------------ | --------- | ---- |
| Copa Interclubes de la Uncaf | Deportivo Saprissa | Nicaragua | 2019 |